# Ectaetia gracilis
Ectaetia gracilis är en tvåvingeart som först beskrevs av Mcatee 1921.  Ectaetia gracilis ingår i släktet Ectaetia och familjen dyngmyggor.
Artens utbredningsområde är District of Columbia. Inga underarter finns listade i Catalogue of Life.